# Blitum capitatum
El bledo (Blitum capitatum) es una especie de planta herbácea perteneciente a la familia Amaranthaceae. 

## Descripción
Las flores son pequeñas, carnosas, de color rojo brillante y comestible, parecido a las fresas. El jugo de las flores también se utilizó como un colorante rojo por los nativos.
Las frutas son pequeñas de color negro y en forma de lente las semillas de 0.7-1.2 mm de largo.

## Distribución y hábitat
Es nativa de la mayor parte de América del Norte en los Estados Unidos y Canadá, incluyendo las zonas del norte. Se considera en peligro de extinción en Ohio. También se encuentra en partes de Europa y Nueva Zelanda.
Se encuentra en húmedos valles de montaña.

## Taxonomía
Blitum capitatum fue descrita por Carlos Linneo y publicada en Species Plantarum 1: 4, en 1753.

#### Etimología
Véase: Blitum
capitatum: epíteto latino que significa "con una cabeza".

#### Subespecies
Comprende 2 subespecies aceptadas:
- Blitum capitatum subsp. capitatum
- Blitum capitatum subsp. hastatum (Rydb.) Mosyakin, 2013

## Nombres comunes
- Castellano: beldros, berrinches, bledo, bledo en cabezuela, bledomera, bredos.[5]

## Galería

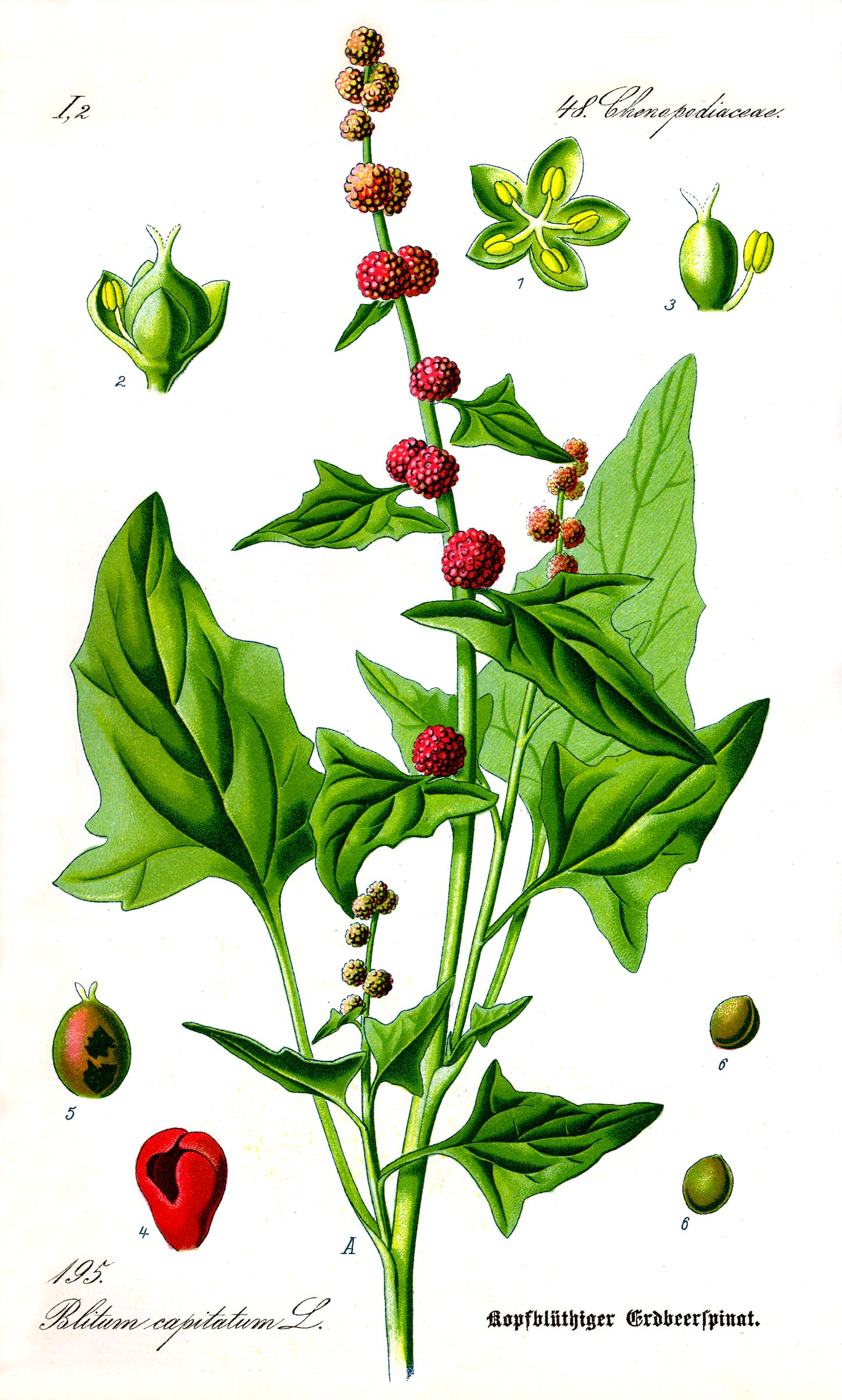
Ilustración de la especie en Flora von Deutschland, Österreich und der Schweiz, Otto Wilhelm Thomé, Gera, 1885.
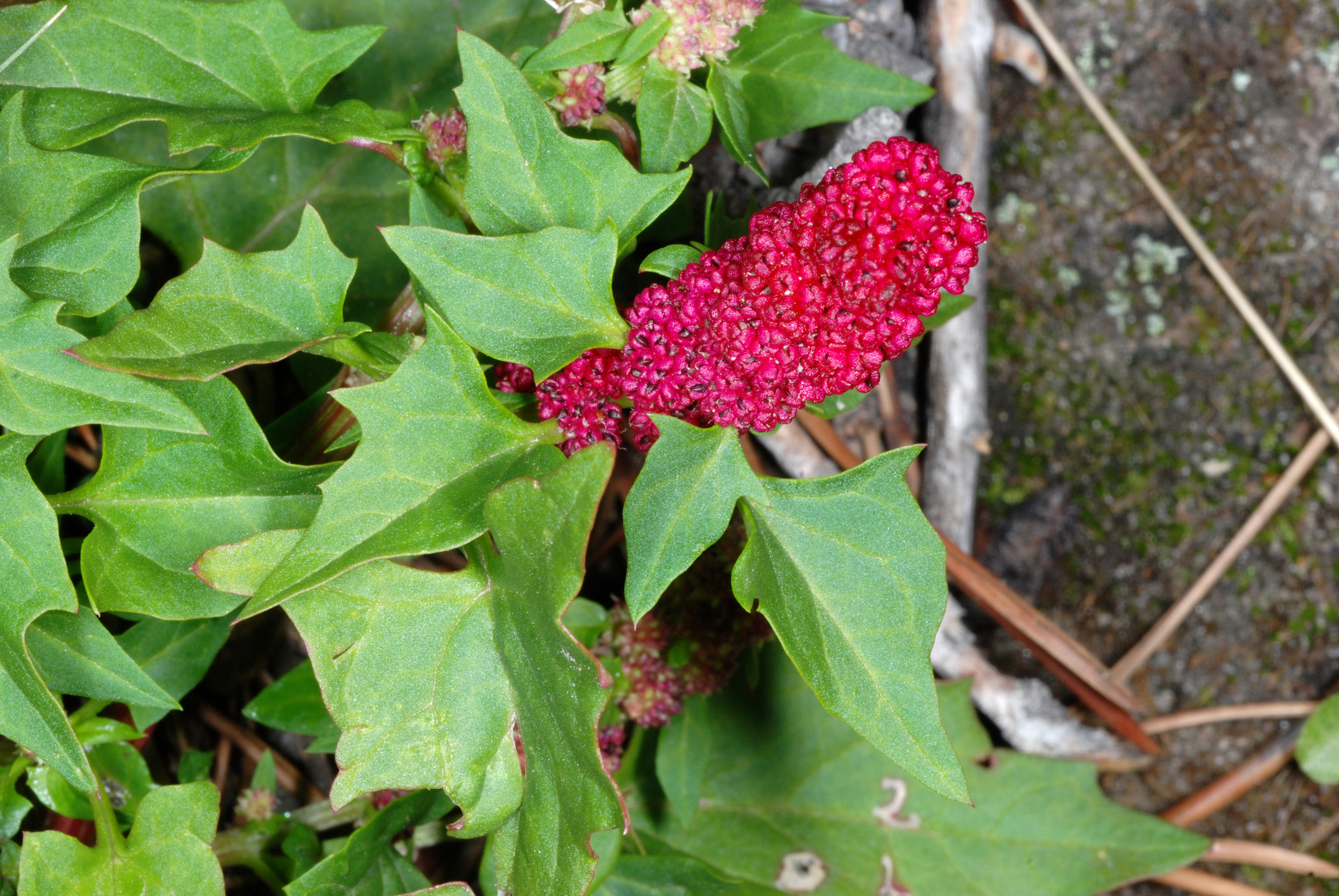
Detalle de la planta
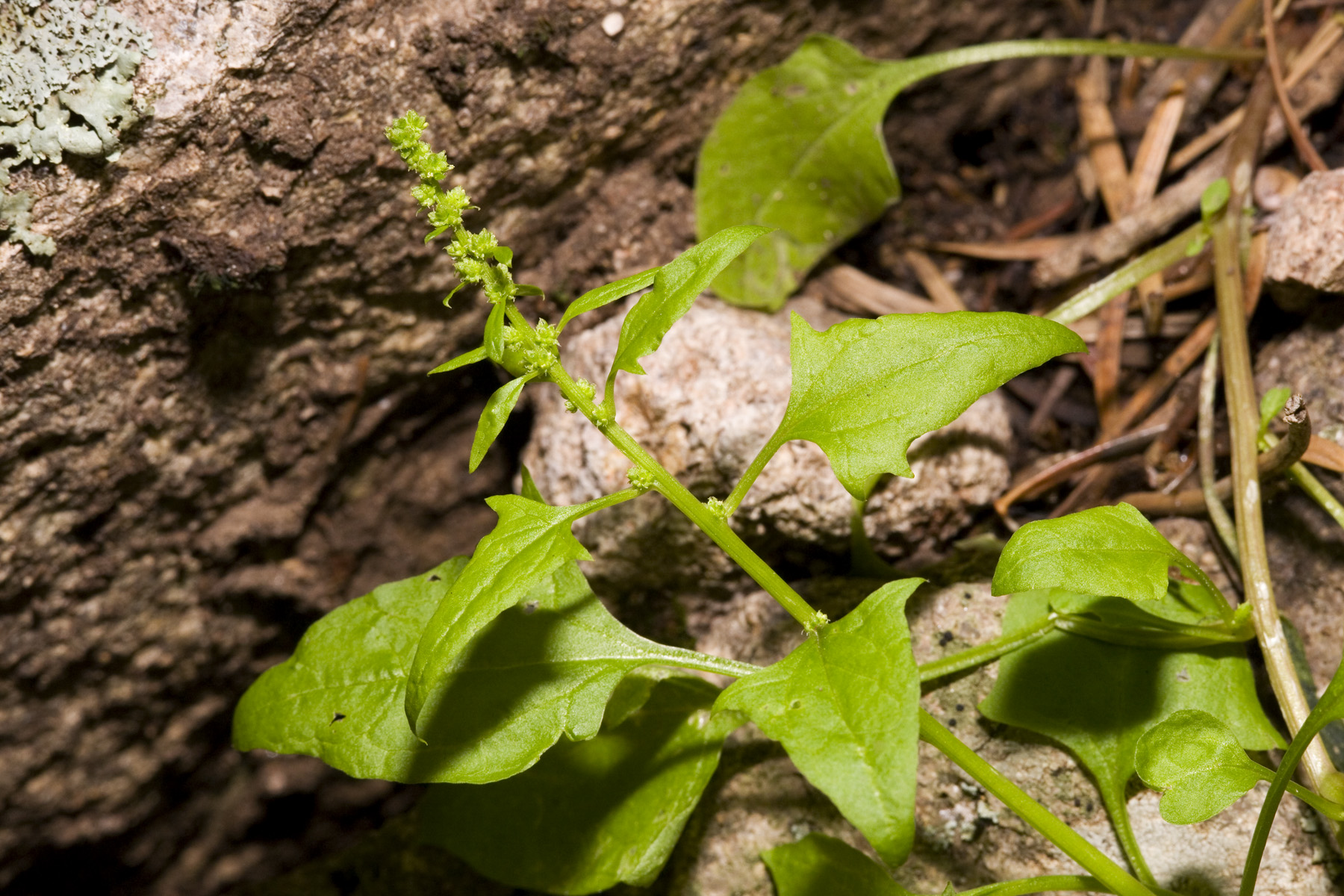
Detalle de las hojas
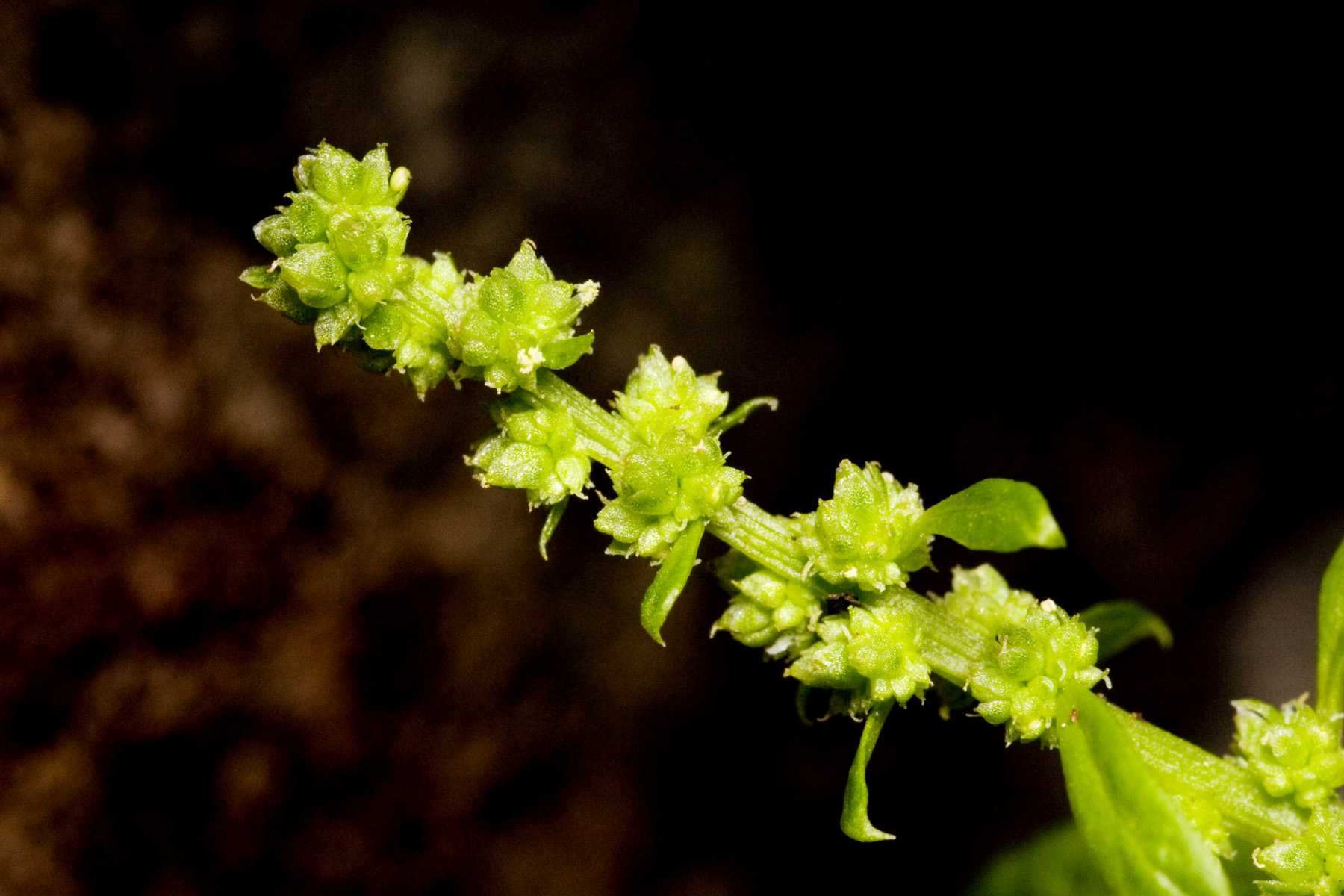
Inflorescencia inmadura
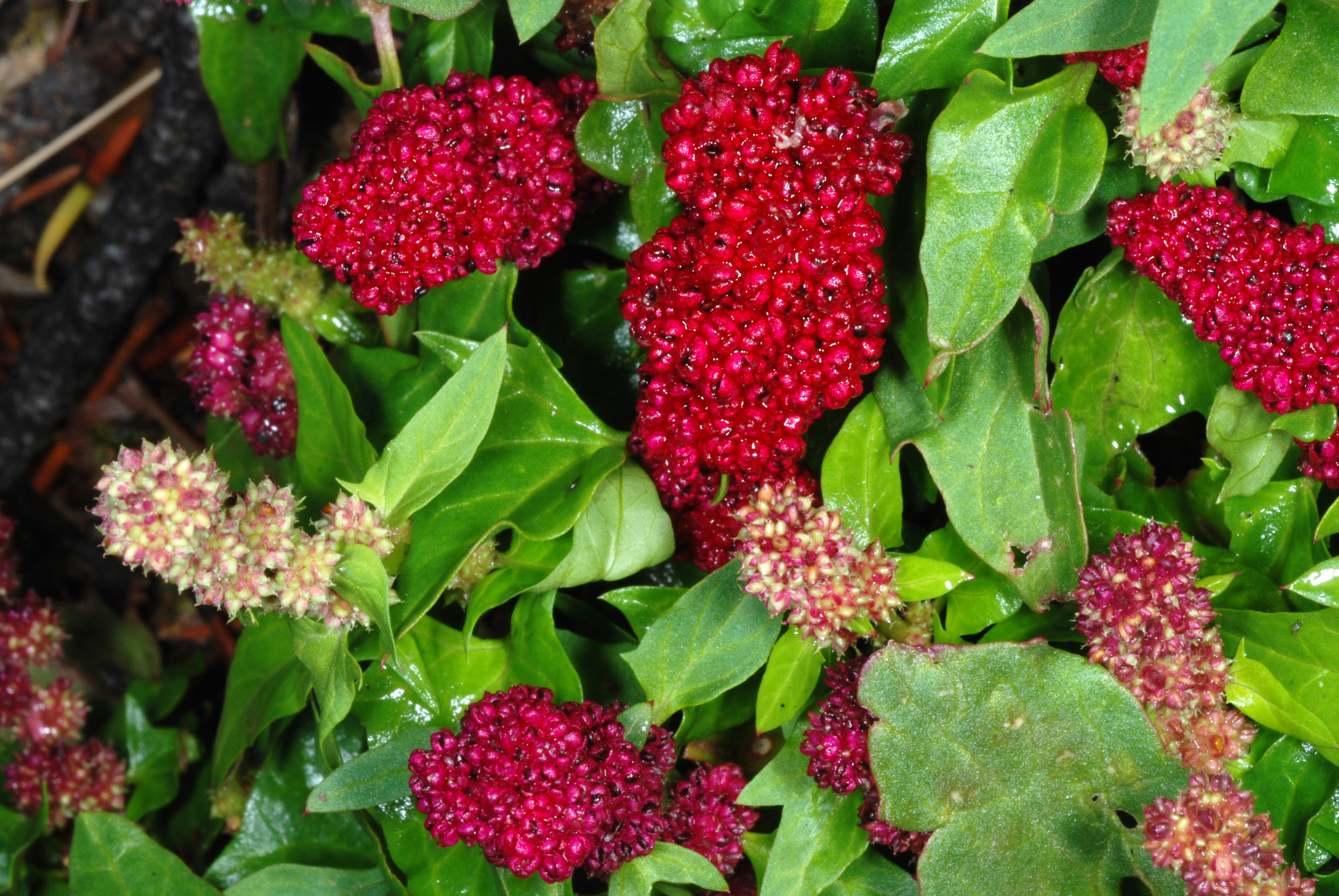
Inflorescencia madura y frutos